# ليزلي بار
ليزلي بار (بالإنجليزية: Leslie Parr)‏ هو سياسي أسترالي، ولد في 15 يونيو 1897 في روكديل في أستراليا، وتوفي في 3 ديسمبر 1956 في أستراليا. حزبياً، نشط في New South Wales Liberal Party ‏. وقد انتخب عضو الجمعية التشريعية نيو ساوث ويلز.